# Quyền LGBT ở Burkina Faso
Quyền đồng tính nữ, đồng tính nam, song tính, chuyển giới ở Burkina Faso có thể phải đối mặt với các vấn đề pháp lý mà những người không phải LGBT không gặp phải. Burkina Faso không có luật cấm các hành vi tình dục đồng giới tư nhân.

## Bảng tóm tắt
| Hoạt động tình dục đồng giới hợp pháp                                          | (Luôn hợp pháp)             |
| Equal age of consent                                                           | (Từ năm 1996)               |
| Luật chống phân biệt đối xử trong ngôn từ kích động thù địch và bạo lực        | No                          |
| Luật chống phân biệt đối xử trong việc làm                                     | No                          |
| Luật chống phân biệt đối xử trong việc cung cấp hàng hóa và dịch vụ            | No                          |
| Hôn nhân đồng giới                                                             | (Hiến pháp cấm từ năm 1991) |
| Công nhận các cặp đồng giới                                                    | No                          |
| Con nuôi của các cặp vợ chồng đồng giới                                        | No                          |
| Con nuôi chung của các cặp đồng giới                                           | No                          |
| Người đồng tính nam và đồng tính nữ được phép phục vụ công khai trong quân đội |                             |
| Quyền thay đổi giới tính hợp pháp                                              |                             |
| Truy cập IVF cho đồng tính nữ                                                  | No                          |
| Mang thai hộ thương mại cho các cặp đồng tính nam                              | No                          |
| NQHN được phép hiến máu                                                        | No                          |